# Tygo Land
Tygo Land (Peize, 11 gennaio 2006) è un calciatore olandese, centrocampista del PSV.

## Caratteristiche tecniche
Paragonato al connazionale Frenkie de Jong, può giocare da regista arretrato o da trequartista.

## Carriera

### Club
Cresciuto nel settore giovanile dell'Heerenveen, nel 2022 è stato acquistato dal PSV che lo ha assegnato alla propria formazione Under-18. Il 12 agosto 2023 ha fatto il suo esordio assoluto in prima squadra nell'incontro di Eredivisie vinto 2-0 contro l'Utrecht. Successivamente è stato assegnato stabilmente allo Jong PSV, con cui il 29 settembre ha segnato i suoi primi gol risultando decisivo con una doppietta nel successo per 4-3 contro il Cambuur. Il 13 ottobre seguente è stato inserito dal quotidiano britannico The Guardian nell'elenco dei migliori calciatori nati nel 2006.
L'11 gennaio 2024 è stato definitivamente promosso in prima squadra.

### Nazionale
Nel 2023 è stato convocato dall'Olanda Under-17 per disputare il campionato europeo di categoria. Successivamente ha giocato anche nell'Under-18 e nell'Under-19.

## Statistiche

### Presenze e reti nei club
Statistiche aggiornate al 30 marzo 2025.
| Stagione        | Squadra         | Campionato      | Campionato | Campionato | Coppe nazionali | Coppe nazionali | Coppe nazionali | Coppe continentali | Coppe continentali | Coppe continentali | Altre coppe | Altre coppe | Altre coppe | Totale | Totale | Totale |
| Stagione        | Squadra         | Comp            | Pres       | Reti       | Comp            | Pres            | Reti            | Comp               | Pres               | Reti               | Comp        | Pres        | Reti        | Pres   | Reti   |        |
| --------------- | --------------- | --------------- | ---------- | ---------- | --------------- | --------------- | --------------- | ------------------ | ------------------ | ------------------ | ----------- | ----------- | ----------- | ------ | ------ | ------ |
| 2023-2024       | Jong PSV        | 1D              | 26         | 4          |                 | -               | -               |                    | -                  | -                  |             | -           | -           | 26     | 4      |        |
| 2024-2025       | Jong PSV        | 1D              | 14         | 1          |                 | -               | -               |                    | -                  | -                  |             | -           | -           | 14     | 1      |        |
| 2023-2024       | PSV             | ED              | 3          | 0          | CO              | 0               | 0               | UCL                | 0                  | 0                  | SO          | 0           | 0           | 3      | 0      |        |
| 2024-2025       | PSV             | ED              | 4          | 0          | CO              | 0               | 0               | UCL                | 0                  | 0                  | SO          | 1           | 0           | 6      | 0      |        |
| Totale carriera | Totale carriera | Totale carriera | 47         | 5          |                 | 0               | 0               |                    | 1                  | 0                  |             | 1           | 0           | 49     | 5      |        |

## Palmarès

### Club

#### Competizioni nazionali
- Supercoppa dei Paesi Bassi: 2

PSV: 2023, 2025
- Campionato olandese: 2

PSV: 2023-2024, 2024-2025